# 自殺対策支援センター ライフリンク
特定非営利活動法人自殺対策支援センター ライフリンク（じさつたいさくしえんセンター ライフリンク、LIFE LINK）は、東京都千代田区飯田橋に本部を置く特定非営利活動法人（NPO法人）である。

## 概要・沿革
2004年10月、代表の清水康之が、NHKのディレクター時代にあしなが育英会に所属する自死遺児を取材したことがきっかけで設立した。
2005年5月には、国会議員有志との共催により参議院議員会館にて自殺対策についてのシンポジウムが開催された。
2006年、同法人が中心となって自殺対策の法制化を求める署名運動を実施。最終的には目標の３倍以上となる約10万人の署名を集めた。同年の第164国会において自殺対策基本法案が議員立法として提出され、6月15日に成立、10月21日に施行された。